# 敘利亞-瑪蘭卡禮天主教特里凡得琅大總教區
敘利亞-瑪蘭卡禮天主教特里凡得琅大總教區 （拉丁語：Archieparchia Trivandrensis Syrorum Malankarensium）是一個東儀天主教大總教區（敘利亞-瑪蘭卡禮），下轄三個教區、一個宗座代牧區。
教區於1932年6月11日成立，2005年2月10日升為大總教區。大總教區範圍位於喀拉拉邦最南部，2010年時有教友214,400人（佔轄區總人口4.4%）、五十四個堂區、240名司鐸。現任大總主教為巴塞利奧斯·克利米斯·托通克爾樞機。